# 美国教育考试服务中心
美国教育考试服务中心（英語：Educational Testing Service），是世界上最大的非营利教育测试和评估组织，成立于1947年，总部位于美国紐泽西州劳伦斯镇。
美国教育考试服务中心开发出了若干种針對K-12以及高等教育的标准化考试，同时还在超过180个国家、9,000个地区管理着包括托福、多益、GRE以及Praxis等在内的国际考试。其开发的许多评测都与美国的本科以及研究生教育有关，但它也为包括加利福尼亚州、德克萨斯州、田纳西州、维吉尼亚州等州的中小学开发评估体系。总括来说，ETS每年在美国及其他180多个国家运营着2千万次考试。

## 历史
ETS是一家于1947年由其他三个非营利教育组织：美国教育委员会（American Council on Education (ACE)）、卡内基教学进步基金会（The Carnegie Foundation for the Advancement of Teaching）和大学入学考试局（The College Entrance Examination Board）共同在美国注册的501(c)(3)非营利组织。ETS的最初目标是为上述三个创建组织举办考试，并进行提升教育测评水平的相关研究。其中，ACE给这个新组织转让了合作考试服务以及国家教师考试（National Teachers Examination）；卡内基基金会转让GRE；大学入学考试局则将SAT的运作权交给ETS（但不包括所有权）。
ETS总部位于美国紐泽西州劳伦斯镇。但因其所在地的邮编08540的美国邮政标准地址为普林斯顿，因此常被不熟悉美国邮政标准地址经常和物理地址不一致这一现象的人误以为位于普林斯顿。美国教育考试服务中心也同时使用唯一的美国邮编08541用以应对大量的邮递往来。

## 现状
ETS的国际总部位于美国新泽西州的普林斯顿郊区劳伦斯镇，占地376英亩（1.52平方千米）。此外，手续、发货和客户服务和试卷安保等工作则新泽西州的尤因（Ewing Township）。ETS还在德克萨斯州圣安东尼奥拥有一间主要的办事处，K-12评估项目分布位于那里；另在宾夕法尼亚州费城、华盛顿哥伦比亚特区、波多黎各哈托雷（Hato Rey）、加利福尼亚州康科德、萨克拉门托、蒙特雷还拥有一些较小的办事处。海外的办事处则与ETS的一些营利性的全资附属机构联办，所在地包括荷兰阿姆斯特丹（ETS Global BV总部）、英国伦敦（ETS Global BV）、韩国首尔（ETS Global BV）、法国巴黎（ETS Global BV）、约旦安曼（ETS Global BV）、波兰华沙（ETS Global BV）、中国北京（ETS China）以及加拿大安大略省金斯顿（ETS Canada）。除去其营利性的下属机构，ETS有雇员2,700人，约600人具有高等学历，其中250位具有博士学位。
类似其他非营利组织一样，为了维持其非营利的教育使命，ETS也从事一些与教育水平评估不相关的活动（例如就业考试）。美国税法规定，非营利组织（或其营利性附属组织）可以在一定限度下运营这些活动。大部分这样的活动都是由其一些营利性的全资附属机构开展，例如Prometric为上百个第三方客户（例如微软、IBM、苹果公司等）提供考试服务，此外ETS还通过运作国际考试的ETS Global BV、ETS中国、ETS加拿大等附属机构营利。
ETS大约25%的工作都是由College Board进行，后者是一个与大学、学院、学区和中学有关联的一个非营利成员。其推出的最有名的考试是SAT，每年有超过过3百万学生参加这种考试。ETS还开发了PSAT/NMSQT以及一些大学先修课程，这些在美国高中被广泛使用，用来针对进阶的课程。
从1983年开始，ETS开始进行国家教育进程评估（National Assessment of Educational Progress (NAEP)）。NAEP是唯一在全国具有代表性的对学生认知能力的连续评测。ETS现在负责9个NAEP签约联盟之间的协调、试卷设计开发以及数据分析、报告。
除了这些非营利以及政府（例如学院管理部门、国家教育数据中心和一些州的教育部门）授权的考试，ETS还主板自己的考试。这些包括研究生入学考试GRE (考试)、托福、托业以及Praxis系列教师认证。
在英格兰和威尔士，ETS的营利性附属机构ETS欧洲被授权代表政府进行国家课程评估。ETS 全球于2008年替代培生集团（Pearson）下属的Edexcel机构主办这项考试，但在计分、手续等方面遇到了较大的问题。类似Edexcel这一案例，ETS全球第一年的运营被受阻于许多问题，包括参加考试者成绩寄送迟缓、学生数据库不可用，以及全国范围对于评卷计分问题的报告。保守党甚至因为之前产生的一系列问题批评与ETS之间的合同。ETS与资格课程开发委员会（Qualifications and Curriculum Development Agency, QCA）之间的合同与2008年8月到期，ETS同意退回1,950万英镑，并取消价值460万英镑的发票。随后，国家课程评估的业务被交还给Edexcel。不过后者再次接手此项业务之后，仍然面临许多问题，而且其考试过分关注一成不变的传统内容，因而受到了学校的大规模抵制。
2009年，ETS与Interfolio, Inc公布了My Credentials Vault业务来“简化推荐信投递流程”。
2018年12月，ETS与好未来达成战略合作，授权考满分全站在中国大陆地区、香港、澳门免费公开在线使用官方真题内容。

## ETS 考試一覽
| 名称             | 内容 |
| ---------------- | --- |
| TOEFL（托福）    | 全称“”，针对非英语为母语者英语能力的考试，通常美国大專院校都會要求外国申请者檢附此项考试的成绩                                                            |
| TOEIC（多益）    | 全称“”，测试考生在国际职场环境中的英语交际能力 |
| GRE              | 全称“”，針對學生欲申請美国非管理科系研究所時，所進行的一種能力評估考試。無論是本國或是外國學生，絕大部分系所都會要求學生申請時檢附GRE考試成績作為評估項目 |
| SAT              | 全称“”，申请美国大專院校所需的一种学术能力测验 |
| SAT預考/NMSQT    | 全稱「PSAT/National Merit Scholarship Qualifying Test」。                                                                                                 |
| 大學水平考試計劃 | 全稱「College Level Examination Program or CLEP」。 |
| TFI              | 全稱「Test de français international」。 |

## 延伸阅读
- Bickerstaffe, George, "Students Without IT Need Not Apply", Financial Times (London), October 26, 1998, p. 17.
- Brennan, Lisa, "ETS, Kaplan in Legal Skirmish over Test Security", New Jersey Law Journal, January 23, 1995, p. 3.
- Celis, William, III, "Computer Admissions Test Found to Be Ripe for Abuse" New York Times, December 16, 1994.
- Elson, John, "The Test That Everyone Fears", Time, November 12, 1990.
- Honan, William, "Computer Admissions Test to Be Given Less Often", New York Times, January 4, 1995.
- Kladko, Brian, "Computer Technology Passes Judgment on Students' Essays", Record (Bergen County, N.J.), July 9, 2001.
- Merritt, Jennifer, "Why the Folks at ETS Flunked the Course", Business Week, December 29, 2003, p. 48.
- Nairn, Allan, The Reign of ETS: The Corporation That Makes Up Minds, New York: Ralph Nader, 1980.
- Nissimov, Ron, "SAT Officials to Stop Flagging Disabled Students' Tests", Houston Chronicle, July 22, 2002.
- Nowlin, Sanford, "Standardized Test Giants Lock Horns in Court over Allegedly-Stolen Secrets", San Antonio Express-News, April 8, 2001.
- Owen, David, None of the Above: Behind the Myth of Scholastic Aptitude, Boston: Houghton Mifflin, 1985.

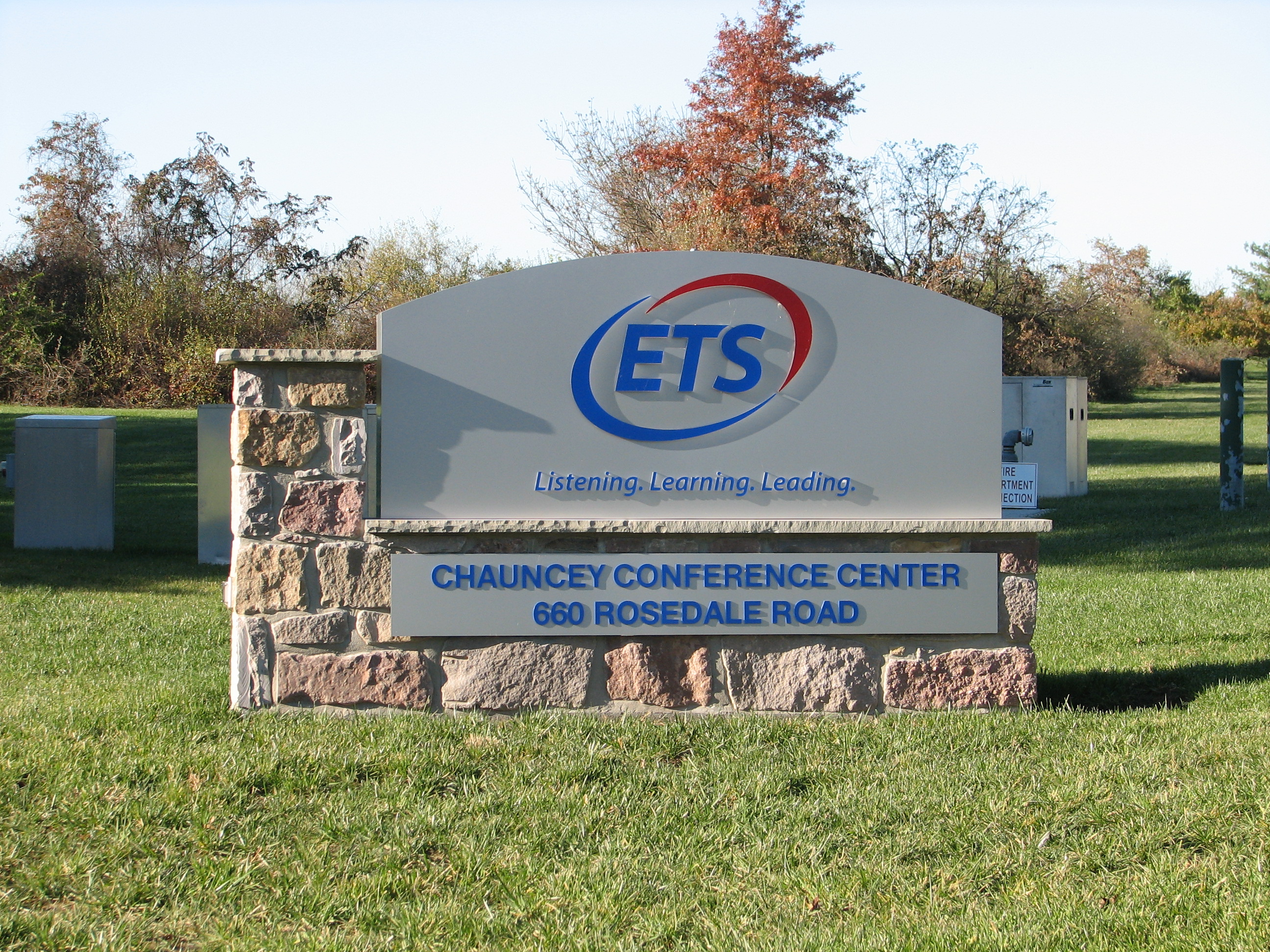
ETS总部的欢迎标志

- Sidener, Jonathan, "Educational Testing Service of Princeton, N.J., Develops New Grading System", Arizona Republic, February 1, 1999.
- Tabor, Mary B.W., "Disabled to Get an Extra Chance for S.A.T.s", New York Times, April 1, 1994.
- "Testing Company Claims State's Bidding Process Is Unfair", Associated Press State & Local Wire, January 6, 2003.
- Vickers, Marcia, "Hate Exams? Here's a Chance to Profit from Them", New York Times, Business Section, October 5, 1997, p. 4
- Weinstein, David, "ETS to Create Standardized English Test for Chinese Government", Associated Press State & Local Wire, July 9, 2002.
- Williams, Dennis A., "Testers V. Cram Courses", Newsweek, August 12, 1985.
- Winerip, Michael, "No. 2 Pencil Fades as Graduate Exam Moves to Computer", New York Times, November 15, 1993.